# ویرسول
ویرسول (انگلیسی: Wirsol) شرکت برق آلمانی است، که در سال ۲۰۰۳ تأسیس شد.